# Famille Della Gherardesca
La famille Della Gherardesca est une famille de la haute noblesse toscane d'origine lombarde, en lutte avec les Visconti pour la domination de Pise aux XIIe et XIIIe siècles en Italie.

## Historique

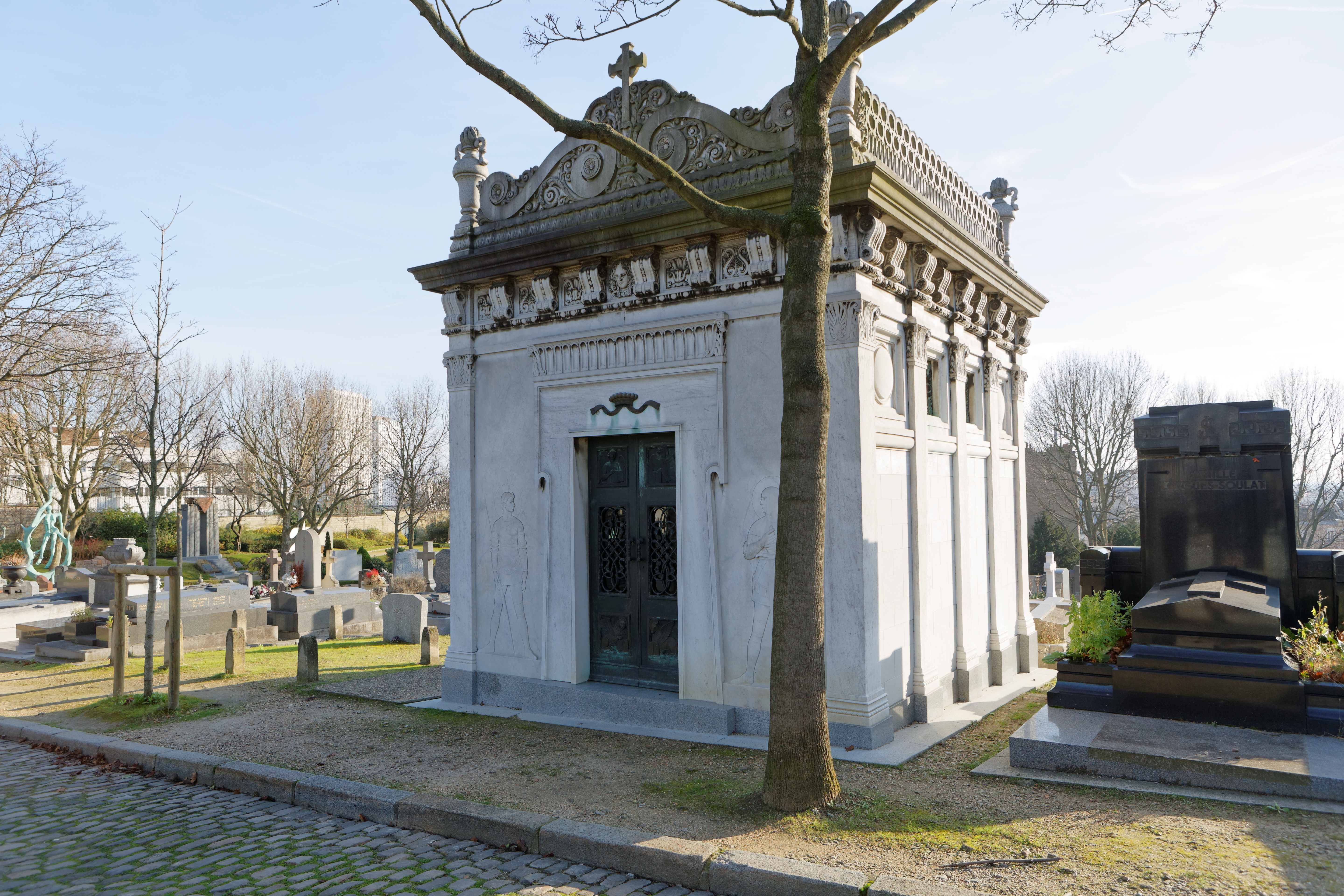
Sépulture d'Harriet della Gherardesca au cimetière du Père-Lachaise.
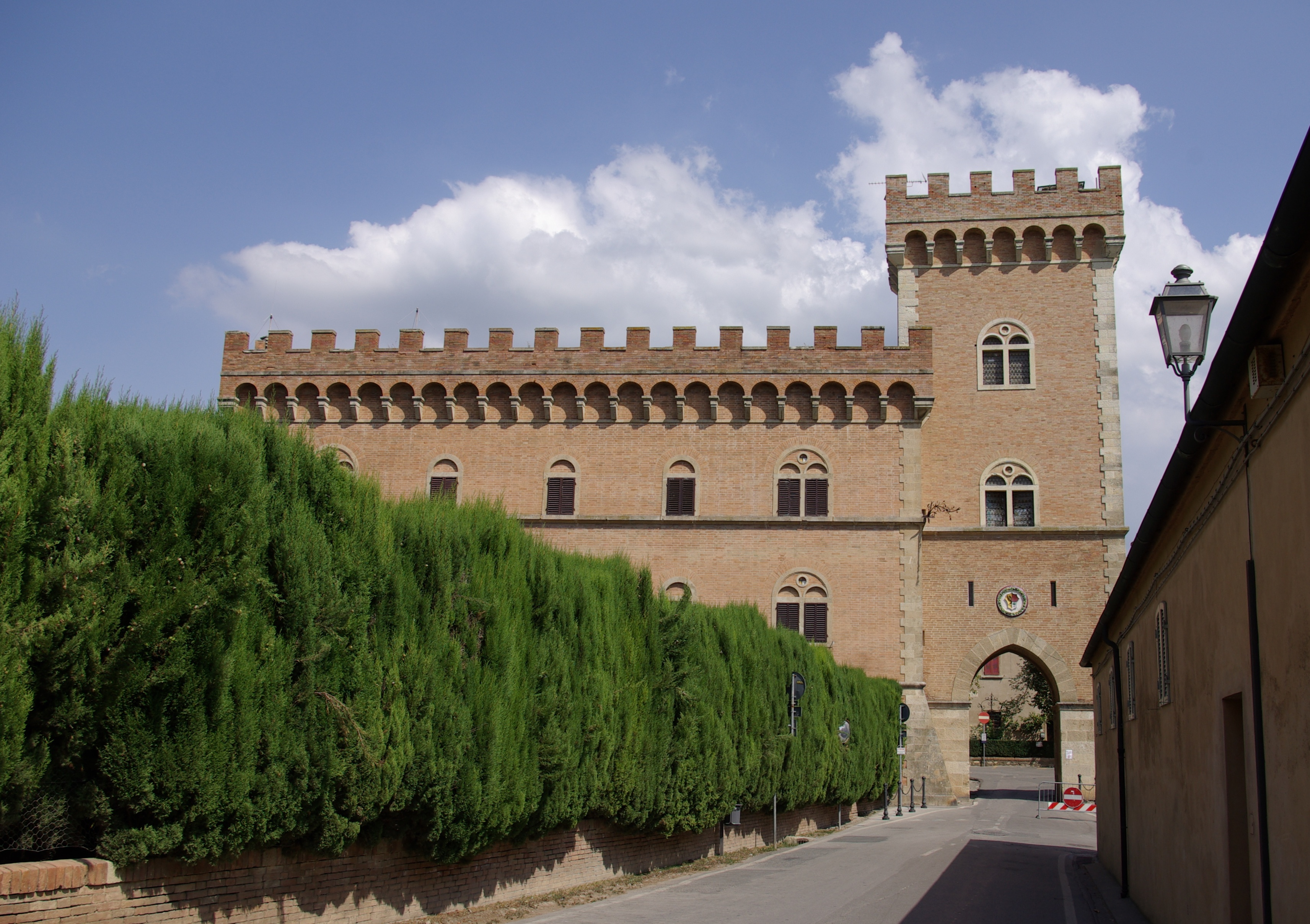
Le château de Bolgheri, à Castagneto Carducci (Toscane), qui a appartenu à la famille Della Gherardesca dès le XIIIe siècle.

## Personnalités
- Ugolin della Gherardesca (v. 1220-1289), militaire et homme politique, tyran de Pise au XIIIe siècle
- Tommaso Bonaventura della Gherardesca (1654-1721), archevêque de Florence

## Armes

Armes de la maison Della Gherardesca